# Franz Wurz

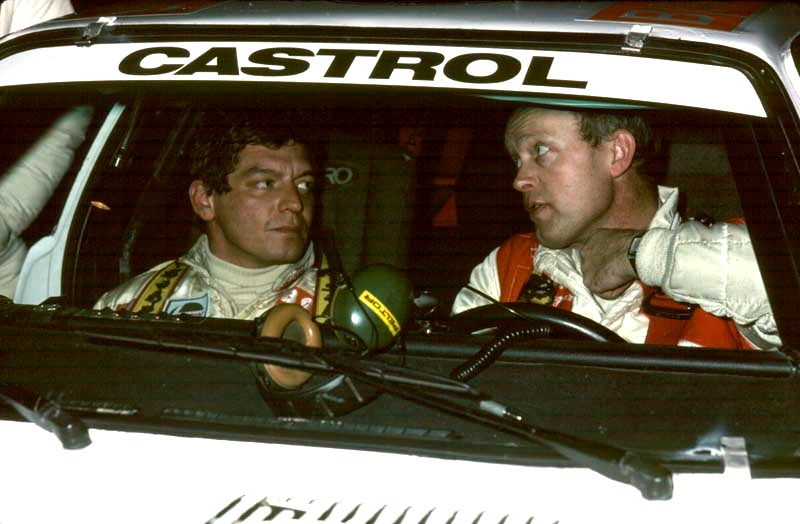
Franz Wurz como co-piloto de Björn Waldegård em 1984.

Franz Wurz (2 de dezembro de 1946, Eggern, Niederösterreich) é um ex-piloto de automóvel austríaco especializado em corridas de Rallycross e testes de veículos. Foi campeão europeu da modalidade nos anos de 1974, 1976 e 1982.
É o pai do piloto de F1 Alexander Wurz.